# Palazzo Reale (Gödöllő)

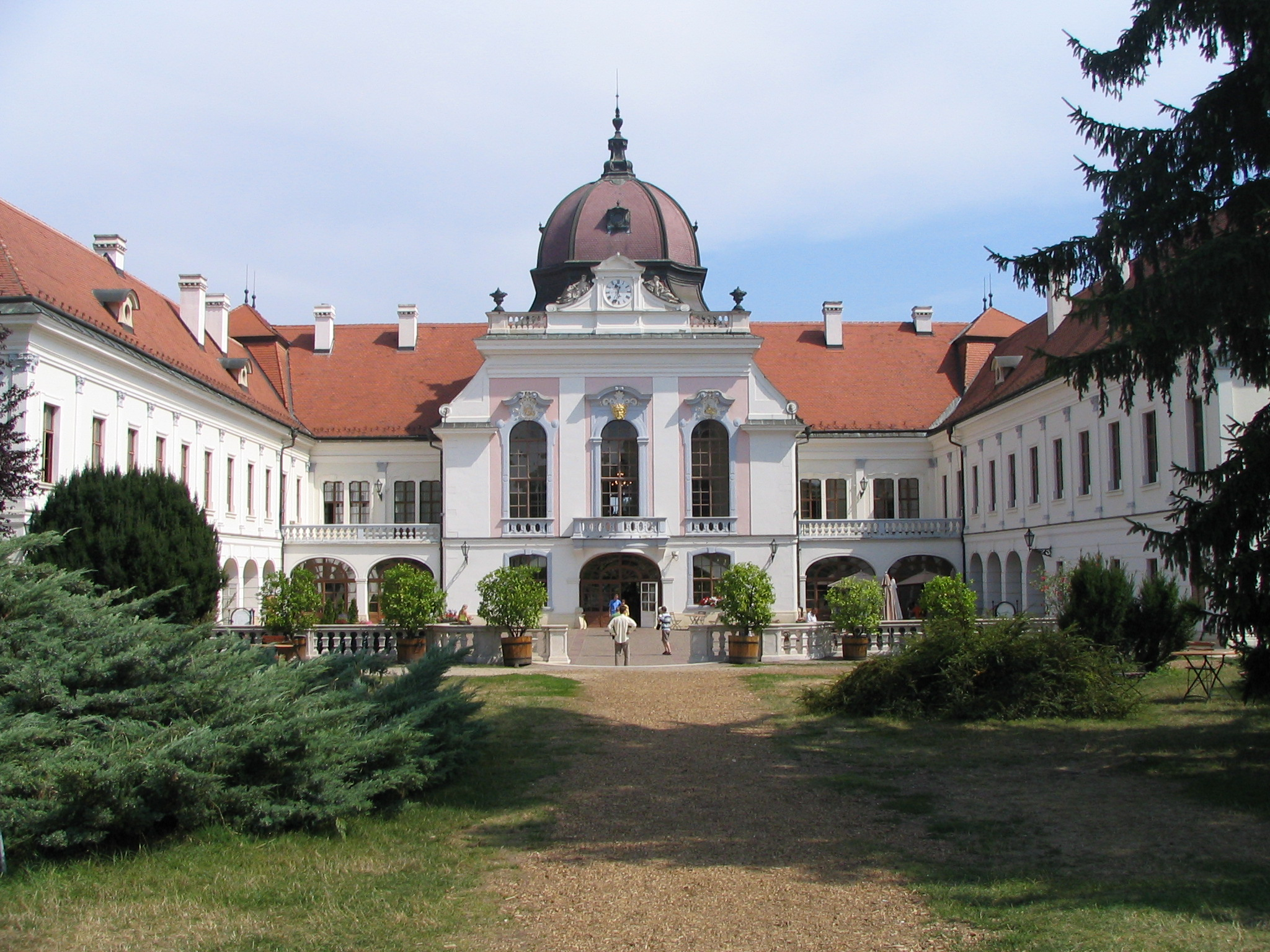
La facciata principale del palazzo

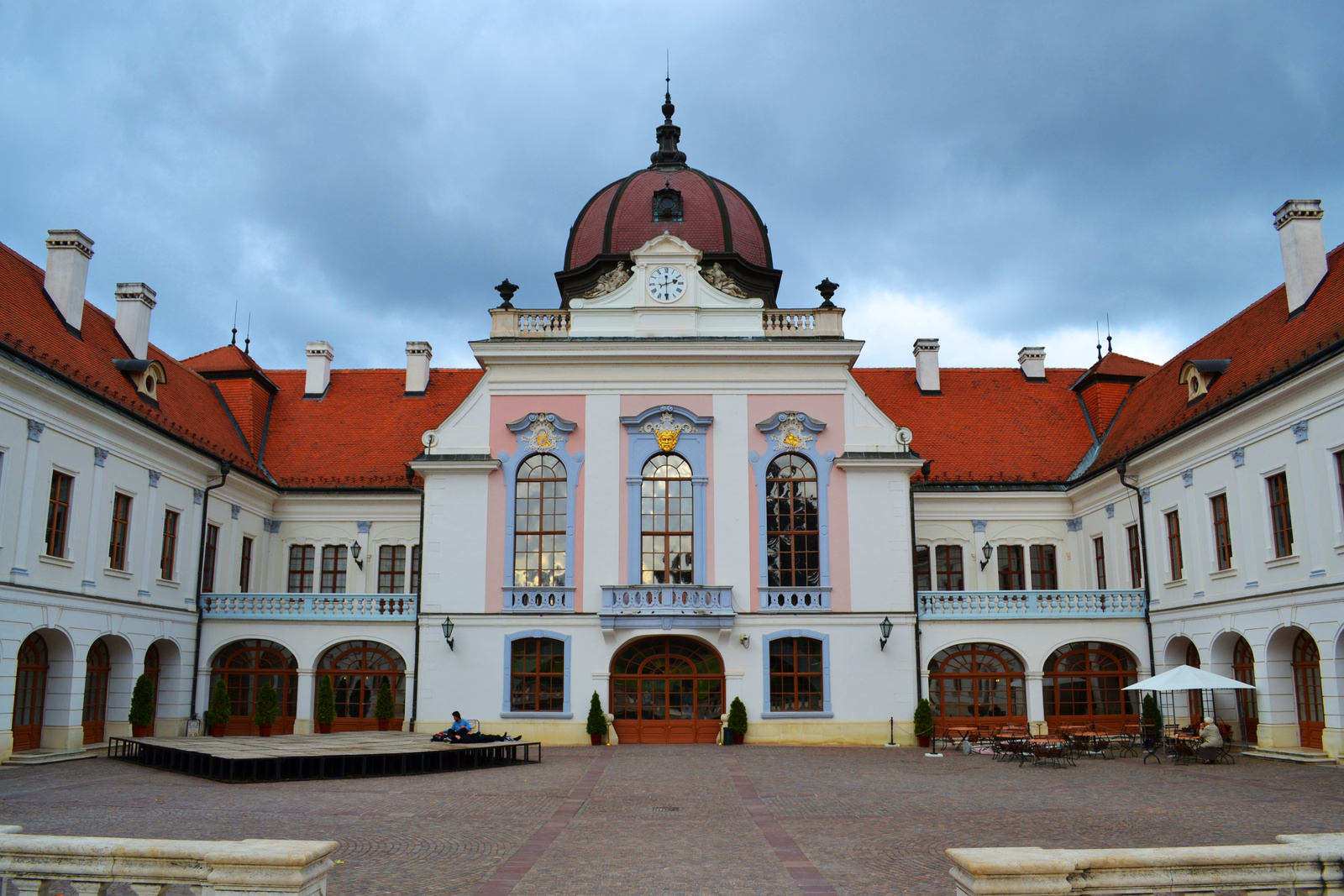
Altra immagine della facciata principale del palazzo

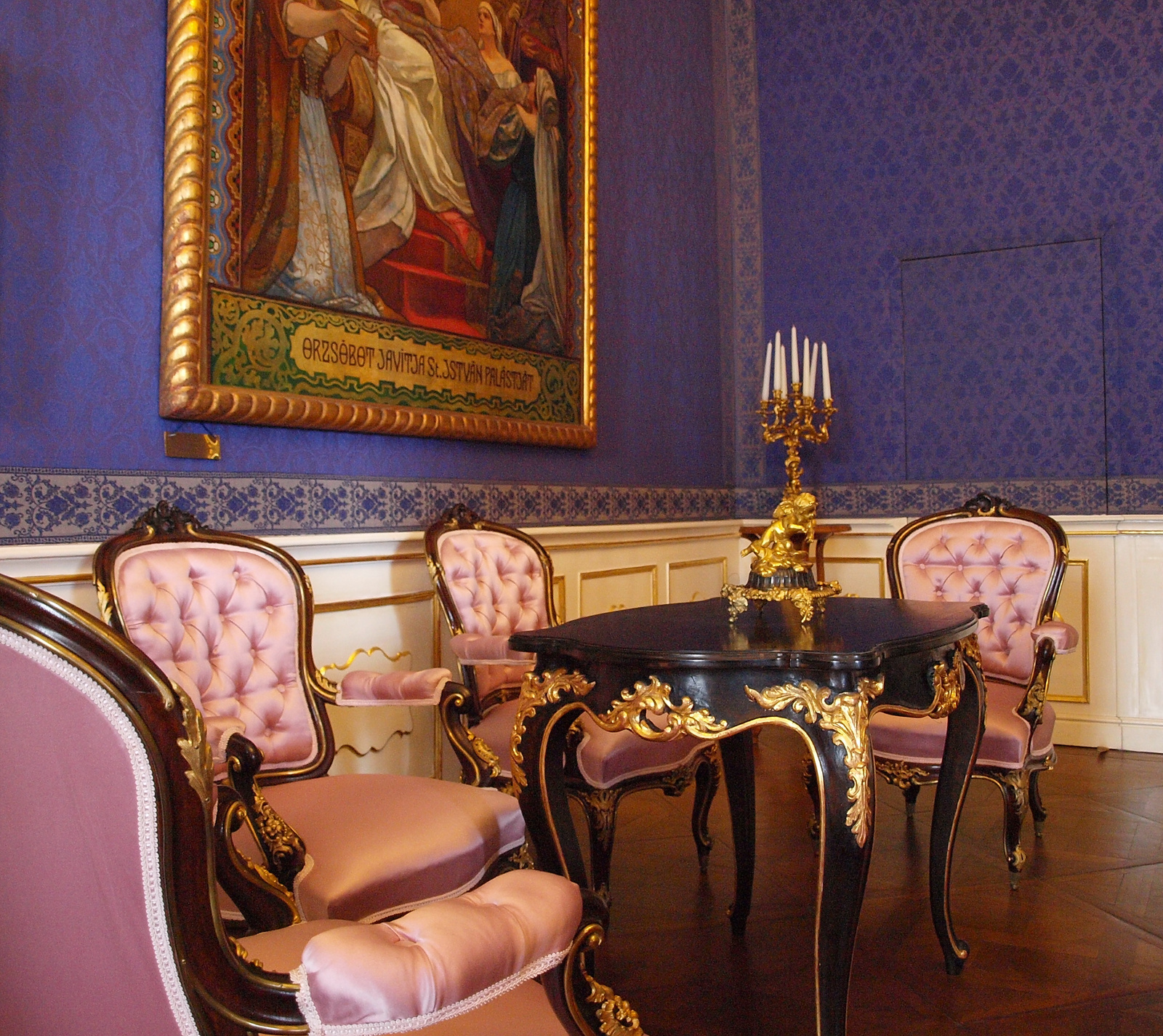
Interni del palazzo

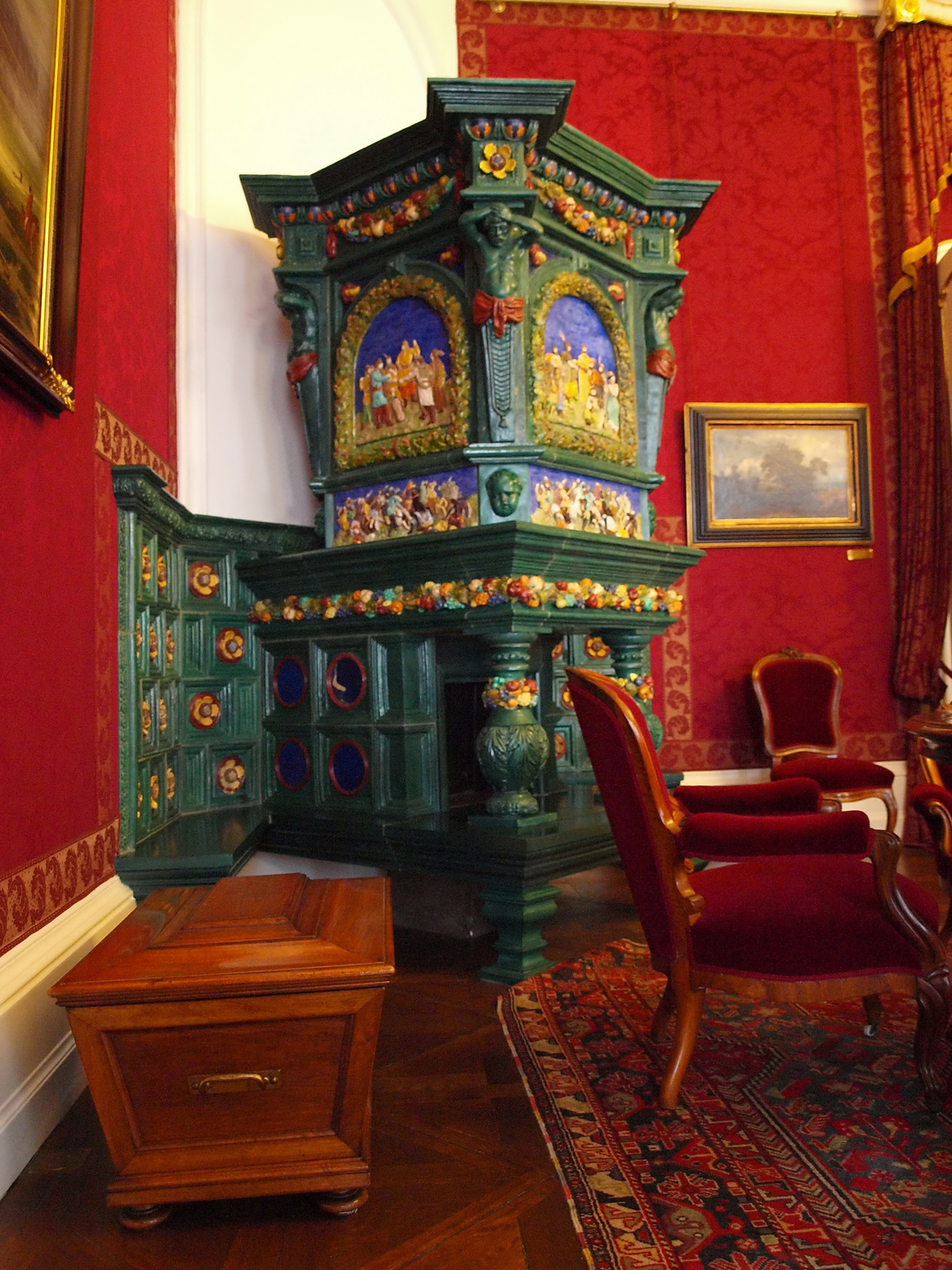
Altra immagine degli interni del palazzo

Il Palazzo o Castello Reale di Gödöllő (in ungherese: Gödöllői Királyi Kastély, pron.: /ˈɡødølløːj ˈkiraːji ˈkɒʃteːj/), conosciuto anche come Palazzo o Castello Grassalkovich (in ungherese: Grassalkovich-kastély) è un palazzo in stile barocco della cittadina ungherese di Gödöllő (contea di Pest), costruito tra il 1741 e il 1760 su progetto dell'architetto András Mayerhoffer e per volere del conte Antal Grassalkovich I. Si tratta non solo del più grande palazzo barocco dell'Ungheria, ma anche della seconda tenuta più grande d'Europa dopo la Reggia di Versailles.
È noto per essere stato il palazzo favorito dall'imperatrice Elisabetta d'Austria, che ne fece, assieme al marito Francesco Giuseppe I d'Austria, la propria residenza estiva ed invernale a partire dal 1867.

## Caratteristiche
Il palazzo ha una superficie di 1.700 m² ed è costituito da sette ali che si incastrano perpendicolarmente le une alle altre ed è circondato da un parco di 28 ettari.

## Storia
La tenuta dove sorge il palazzo fu acquistata dal conte Antal Grassalkovich  tra il 1723 e il 1748, che affidò il progetto per la costruzione del palazzo all'architetto András Mayerhoffer.
La prima parte dell'edificio fu realizzata tra il 1741 e il 1749 e già nel 1751 il palazzo fu visitato da Maria Teresa d'Austria. L'edificio assunse quindi la sua forma attuale tra il 1752 e il 1759 e fu completato nel 1760, quando furono aggiunte le ultime ali dell'edificio ed alcune stanze.
Tra il 1782 e il 1785, Antal Grassalkovich II, figlio di Antal Grassalkovich I, fece sostituire due torrioni angolari del palazzo con dei padiglioni e successive modifiche furono apportate anche da Antal Grassalkovich III e dalla moglie Leopoldina Esterházy, che trasformarono i giardini alla francese del palazzo in giardini all'inglese.
Nel 1841, con la morte di Antal Grassalkovich III, si estinse anche la linea di discendenza maschile della famiglia Grassalkovich e l'edificio cessò di essere di proprietà della famiglia e venne confiscato per 9 anni. In seguito, fu acquistato dal barone György Sina (nel 1850) e poi da una banca belga (nel 1864). Nel 1867 il palazzo, che nel frattempo era stato rinnovato dall'architetto Miklós Ybl, divenne di proprietà dello Stato.
In occasione della loro incoronazione come reali d'Ungheria, il palazzo fu donato all'imperatore Francesco Giuseppe e alla consorte Elisabetta di Baviera, dato che la coppia amava trascorrere le proprie vacanze a Gödöllő. La presenza della coppia reale, tra il 1867 e la fine del XIX secolo, coincise con il periodo di massimo splendore dell'edificio: vi si tenevano feste, battute di caccia e corse di cavalli.
Nel 1920, il palazzo tornò ad essere di proprietà dello stato ungherese e tra il 1920 e il 1944 fu la residenza dell'ammiraglio e Reggente d'Ungheria, Miklós Horthy.
Durante la seconda guerra mondiale, molti arredi dell'edificio subirono gravi danni e a partire dagli anni cinquanta, l'ala principale del castello fu adibita ad ospizio per anziani. Dopo la fine del comunismo, furono effettuati ingenti lavori di restauro e nel 1995 l'ala principale del castello, che comprendeva gli appartamenti della principessa Sissi e di Francesco Giuseppe, venne aperta al pubblico.
Nel primo semestre del 2011, il palazzo ha ospitato la presidenza dell'Unione europea.

## Punti d'interesse

### Teatro barocco
Il teatro barocco del Palazzo Reale di Gödöllő rappresenta il più antico teatro in pietra in funzione in Ungheria.
Fu realizzato tra il 1782 e il 1785 per volere di Antal Grassalkovich II e ha una capienza di 100 posti.